# Mathematics Genealogy Project
Mathematics Genealogy Projectとは数学者の学術的系譜を収載しているウェブ型データベースである。2010年9月時点で「研究レベルの数学」に貢献した16万人以上もの数理科学者情報が収載されており、代表的な数理科学者の卒業年、アルマ・マータ、博士課程指導教官、博士課程指導学生がMathematics Genealogy Projectによって収められている。

## 歴史
このプロジェクトは創設者のハリー・コーンスが自身を担当した指導教官の指導教官名が知りたい一心で始められた。コーンスはプロジェクト創設時はミネソタ州立大学マンカト校数学教授だった。1997年秋にプロジェクトはオンライン版に移行した。1999年にコーンスはマンカト校を退職し、2002年秋大学側はこのプロジェクトのサポートを終了することを決定し、ノースダコタ州立大学にプロジェクトが移転した。2003年からアメリカ数学会の支援のもと運営されており、2005年にはクレイ数学研究所から助成金を受けている。

## 役目
Mathematics Genealogy Missionは「我々が「数学」もしくは「数学者」という言葉を使う時このプロジェクトを通して非常に包括的な感覚でその言葉を捉える。従って統計学、計算機科学、オペレーションズ・リサーチに関連する全てのデータを歓迎する。」と述べている。

## 範囲
系譜情報は「Dissertation Abstracts International」や「Notices of the American Mathematical Society」といった出典を元に構築されているがプロジェクト公式サイトを通じて誰でも提供することが出来る。検索可能なデータベースは数学者の名前、学位を得た大学や年、論文の題名、博士課程教官と第二の教官の名前、学位を得た国の国旗、博士課程指導学生の一覧、学術的子孫の人数を包含している。博士号を得ていない数人の歴史的重要人物では主にジョゼフ＝ルイ・ラグランジュが掲載されている。

## 情報の正確性と他の批判
情報の正確性に関して「Mathematics Genealogy Projectによって収集されたデータは自己報告となっており、注視された系譜網が完全な指導網である保証がない。事実、16,147人の数学者には指導の記録がなく、8,336人の数学者の場合指導学生の記録が無い。」という意見がある。Maimgren, Ottino, and Amaral (2010)では「"1900年から1960年の間に卒業した数学者"に関して卒業や指導記録は最も信頼出来ると信じている。」と述べられている。